# Jan Votava
Jan Votava (ur. 29 listopada 1974) – czeski szachista, arcymistrz od 1999 roku.

## Kariera szachowa
Od połowy lat 90. należy do czołówki czeskich szachistów, w 1996 r. wystąpił na szachowej olimpiadzie w Erywaniu, natomiast w 2001 i 2005 r. reprezentował swój kraj na drużynowych mistrzostwach Europy. Wielokrotnie startował w finałach indywidualnych mistrzostw Czech, zdobywając trzy medale: srebrny (1996) oraz dwa brązowe (1993, 2007).
Pierwsze znaczące sukcesy odniósł w 1990 r., w którym zdobył tytuł mistrza Czechosłowacji juniorów do lat 16 (z wyjątkowym rezultatem 10 pkt w 10 partiach), podzielił I m. w międzynarodowym turnieju w Riszon Le-Cijon oraz zajął IV m. (za Konstantinem Sakajewem, Eranem Lissem i Weselinem Topałowem) w mistrzostwach świata juniorów do lat 16 w Singapurze. Kolejny sukces zanotował w 1992 r., dzieląc III m. (za Konstantinem Sakajewem i Oganesem Danielianem, wspólnie z m.in. Siergiejem Rublewskim) w mistrzostwach świata do lat 18 w Duisburgu. W następnych latach znaczące wyniki osiągnął m.in. w:
- Budapeszcie (1995, turniej First Saturday FS09 GM, I m.),
- Mladej Boleslav (1995, dz. I m. z Siergiejem Mowsesianem i Aleksandrem Gołoszczapowem),
- Hlochovcu (1995, dz. II m. za Siergiejem Mowsesianem, z m.in. Mikulasem Manikiem i Martinem Mrvą),
- Oberwart (1997, dz. I m. z m.in. Aleksadrem Waulinem, Ognjenem Cvitanem, Robertem Ruckiem, Michaiłem Kobaliją i Robertem Zelciciem)[4],
- Pardubicach (2000, dz. II m. za Michaiłem Gurewiczem, z Walerijem Niewierowem, Władimirem Potkinem, Tomasem Oralem i Jirim Stockiem),
- Selfoss (2002, turniej C, I m.),
- Reykjaviku (2004, I m.),
- Českiej Třebovie (2007, dz. I m. z m.in. Petrem Habą, Piotrem Bobrasem, Barłomiejem Heberlą i Jirim Stockiem).

Najwyższy ranking w dotychczasowej karierze osiągnął 1 maja 2010 r., z wynikiem 2587 punktów zajmował wówczas 4. miejsce wśród czeskich szachistów.